# Національний союз лібералів (Гана)
Національний союз (альянс) лібералів (NAL) — політична партія Гани часів Другої республіки (1969–1972). За результатами виборів, що відбулись 29 серпня 1969 року, Альянс здобув 29 зі 140 місць у Національній асамблеї.
Засновником і лідером партії був Комла Гбедема.